# Truellum glomeratum
Truellum glomeratum är en slideväxtart som först beskrevs av Carl Lebrecht Udo Dammer, och fick sitt nu gällande namn av Sojak. Truellum glomeratum ingår i släktet Truellum och familjen slideväxter. Inga underarter finns listade i Catalogue of Life.